# Gội ổi
Gội ổi hay còn gọi là gội bang, gội nhăn, ngâu ít lá (danh pháp khoa học: Aglaia oligophylla) là một loài thực vật thuộc họ Meliaceae. Loài này có ở Brunei, Ấn Độ, Indonesia, Malaysia, Philippines, Singapore, và Thái Lan.